# 路易吉·維托里奧
路易吉·維托里奧（義大利語：Luigi Vittorio，1721年9月25日—1778年12月16日），卡里尼亞諾親王，1741年至1778年在位。

## 家庭
1740年，路易吉·維托里奧與黑森-羅滕堡的克莉絲汀·亨麗埃特結婚，兩人共有2子5女：
1. 夏洛特（1742年—1794年）
2. 維托里奧·阿梅迪奧（1743年—1780年）
3. 利奧波丁娜（英语：Princess Leopoldina of Savoy）（1744年—1807年）
4. 加布里埃爾（1748年—1828年）
5. 瑪麗·特蕾絲·路易絲（1749年—1792年）
6. 歐吉尼奧（英语：Eugenio, Count of Villafranca）（1753年—1785年）
7. 卡特琳娜（1762年—1823年）